# Collombey-Muraz
Collombey-Muraz és un municipi del cantó suís del Valais, situat al districte de Monthey.

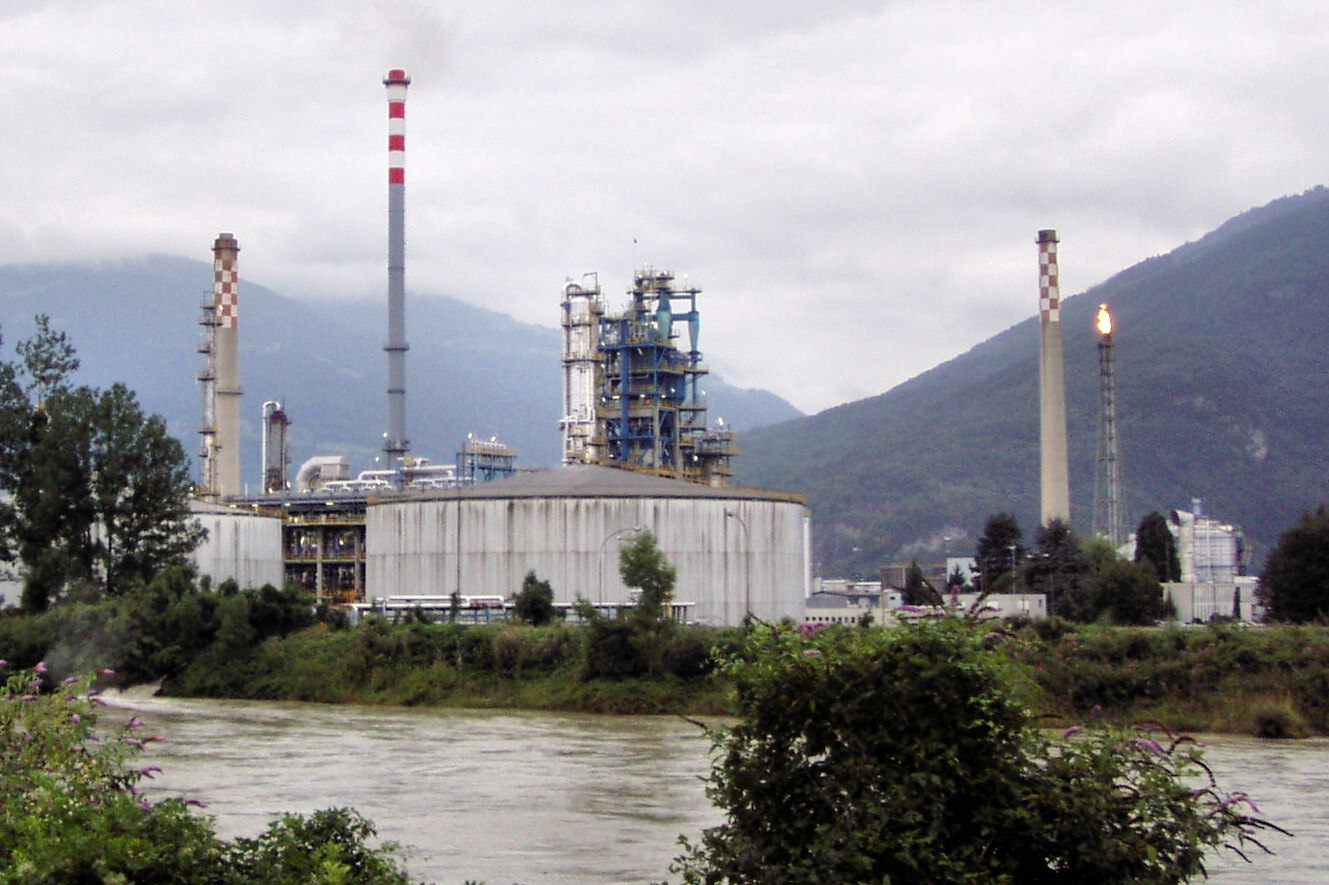
La refineria de Collombey-Muraz

## Localitats
- Muraz
- Illarsaz
- Collombey
- Collombey-le-Grand
- Les Neyres